# Queen of Earth
Queen of Earth è un film del 2015 diretto da Alex Ross Perry.

## Trama
Due donne che sono cresciute insieme scoprono di essere molto diverse quando si ritirano insieme in una casa sul lago.